# 金喉拟啄木鸟
金喉拟啄木鸟（学名：Psilopogon franklinii）为须鴷科拟啄木属的鸟类。该物种的模式产地在印度。

## 亚种
- 金喉拟啄木鸟指名亚种（学名：Psilopogon franklinii franklinii）。在中国大陆，分布于西藏、云南、广西等地。该物种的模式产地在印度。[2]